# Saccella hindsii
Saccella hindsii – gatunek małża morskiego należącego do podgromady pierwoskrzelnych.
Muszla wielkości: długość 0,6 cm, szerokość 0,4 cm, średnica 0,3 cm, kształtu wydłużonego.
Są rozdzielnopłciowe, bez zaznaczonych różnic płciowych w budowie muszli. Odżywiają się planktonem oraz detrytusem.
Występuje od Alaski po Panamę.